# Skre
Skre är en tätort som till större delen ligger i Karmøy kommun i Rogaland fylke i västra Norge. En mindre del av orten finns i angränsande Tysværs kommun. Orten ligger vid Europaväg 134, öster om staden Haugesund.